# 程展緯
程展緯（1972年5月1日—）是一名香港藝術家，1998年在香港中文大學取得藝術碩士學位，目前為中大、香港藝術學院等院校的藝術系兼任講師。他的藝術作品以城市為題材，並透過創作者和觀察者角色反映香港社會和政治問題。他亦曾經在香港教育學院，香港知專設計學院，香港視覺藝術中心，以及美國紐約，日本福岡亞洲美術館和英國擔任藝術家駐留計劃。

## 背景
程展緯出生於基層背景，兒時個性文靜內向，很少與人溝通。他喜歡畫畫外，也夢想成為藝術家，不過沒有閒錢上興趣班。到他就讀中學期間，校內考試有六科不及格，只有藝術科成績優秀。父母認為他沒有可能入讀大學，不過由於其個人作品集內的人物素描、海報設計十分豐富，到1991年獲香港中文大學藝術系無條件錄取。

## 作品
程展緯的藝術打破過往不合理的職場規條，在2007年，他到香港藝術館觀展期間，發現保安每天工作期間需要長站8小時下，發起「請給保安員椅子運動」，最後成功為保安員爭取椅子。其後他在2013年曾在香港鐵路博物館當數天保安員，亦有擔任超市收銀員和UA戲院員工，爭取設置椅子讓員工在工作期間可以使用。在2016年，他在facebook開設了群組「放工後打工仔撐未放工打工仔運動」，讓各行各業可在該處或私下「報料」，分享職場不公平的待遇。
他在2017年擔任OK便利店店員期間，亦要求員工可以自由選擇是否戴帽，並登報發起「全港反思便利店做乜鬼要店員戴帽工作」標語創作比賽，不過店方對員工下了封口令。程展緯接受《香港01》訪問時表示，會將有關問題去信勞工處。
到2021年11月1日起，他擔任港鐵清潔工人，並在大圍站工作。他因不滿意時薪過低，只有最低工資下，於2022年2月3日於大圍站大堂內默站抗議，希望乘客能關注工友的工作環境及工資問題。之後有多名警員接報到場，要求他拿出隨身物品進行截查。其後他批評港鐵只會向傳媒發放「車站清潔獎勵計劃」詳情，但不會直接同工友或工會溝通。其後他連月來發起收集工人聯署和遞交聯署信給運房局，但一直沒有得到任何回覆。

## 收藏
- M+博物館（香港）
- 香港藝術館
- 布萊克本博物館（英國）
- Open Eye 畫廊（英國）

## 獎項
- 2005年：香港藝術雙年展 2005 獲獎者，香港
- 2006年：弗里曼工作室獎學金（Freeman Studio），佛蒙特藝術中心（Vermont Studio Center），美國佛蒙特
- 2016年:香港藝術發展獎藝術家年獎（視覺藝術），香港